# کن مورو

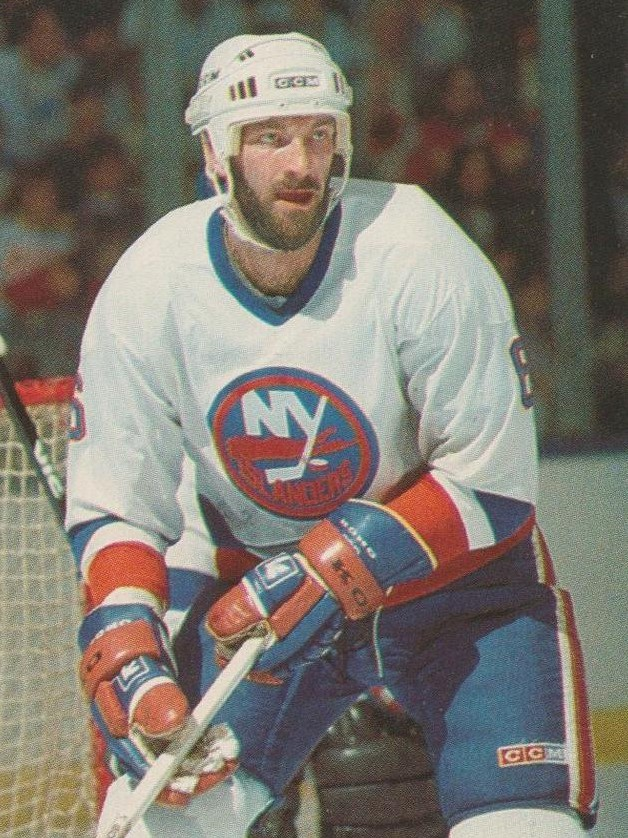
کن مورو

کن مورو (انگلیسی: Ken Morrow؛ زادهٔ ۱۷ اکتبر ۱۹۵۶) بازیکن هاکی روی یخ اهل ایالات متحده آمریکا بود.
وی همچنین برندهٔ جوایزی همچون جام استنلی شده‌است.